# Årets trønder
Årets trønder är ett norska pris som delas ut av Adresseavisen och NRK Trøndelag till en person (i vissa fall flera) med koppling till Trøndelag. Före 2010 delade Adresseavisen och NRK Trøndelag ut varsitt pris, som båda kallades Årets trønder.

## Pristagare från 2010
- 2010 – Siv Toverød och Tare Teksum, deltagare i programmet Ingen grenser.
- 2011 – Arne Okkenhaug, far till Emil Okkenhaug som dog på Utøya i samband med Terrorattentaten i Norge 2011.
- 2012 – Vegard Wollan och Alf-Egil Bogen, grundare av Atmel AVR.
- 2013 – Erlend Johannesen, som driver av barnhemmet Streetlight i Tacloban på Filippinerna siden 2005.
- 2014 – May-Britt Moser och Edvard Moser, forskare vid NTNU som 2014 tilldelades Nobelpriset i fysiologi eller medicin tillsammans med John O'Keefe.
- 2015 – Kåre Ingebrigtsen, tränare för Rosenborg Ballklub.

## Pristagare före 2010

### Adresseavisens pris
Pristagaren valdes av en jury. Priset delades ut första gången 2002.
- 2002 – Nils Arne Eggen, tränare för Rosenborg BK
- 2003 – Håkon Bleken, målare
- 2004 – Ingrid Olsen, major i Frälsningsarmén
- 2005 – Bengt Eidem, politiker
- 2006 – Anne B. Ragde, författare
- 2007 – Marit Breivik, tränare för Norges damlandslag i handboll
- 2008 – Liv Ullman, skådespelare
- 2009 – Nils Anders Røkke, klimatdirektör vid SINTEF

### NRK Trøndelags pris
Pristagaren röstades fram av NRK Trøndelags lyssnare.
- 2006 – Joralf Gjerstad, healer
- 2007 – Bente Eidsmo, ledare för krisgruppen i Overhalla efter Overhalla-mordet
- 2008 – Marit Breivik, tränare för Norges damlandslag i handboll
- 2009 – Lotte Lien, boxare och Europamästare i weltervekt 2009